# Reginald Hudlin
Reginald Alan Hudlin (* 15. prosince, 1961 v Centreville, Illinois, USA) je americký filmový režisér a scenárista. Proslavil se snímky House Party, Bumerang, aj.

## Biografie
Narodil se jako syn učitelky Helen Hudlinové (rozené Casonové) a Warringtona W. Hudlina, Sr., povoláním učitel a vedoucí pojišťovací agentury.
Jeho starší bratr, Warrington Hudlin, je rovněž režisér, ale také producent a herec. K jeho režijním počinům mimo jiné patří House Party, Bumerang, The Ladies Man, The Great White Hype či epizoda seriálu Taková moderní rodinka. Má manželku Chrisette Suter, se kterou je ve svazku manželském již od roku 2002.